# Riccardo Peroni
Riccardo Peroni (Chiavari, 3 aprile 1949) è un attore e doppiatore italiano.
Attivo principalmente in ambito teatrale, conta anche interpretazioni televisive e cinematografiche. Come doppiatore lavora prevalentemente nel campo dell'animazione ed è particolarmente conosciuto per aver doppiato il Joker nelle edizioni italiane di numerose serie animate e videoludiche legate a Batman.

## Biografia
Si affaccia al mondo della recitazione frequentando la Scuola D'Arte Drammatica del Piccolo Teatro di Milano (oggi Scuola di Arte Drammatica Paolo Grassi), debuttando come cabarettista all'inizio degli anni 1970.
Nel 1971 inizia a recitare con lo Stabile dell'Aquila per la regia di Aldo Trionfo e poi da Maurizio Micheli e Nino Mangano, interpretando testi di Eugène Ionesco e Georg Büchner. Dal 1973, alla carriera come attore di prosa, affianca una nutrita serie di partecipazioni televisive e nell'operetta, mentre a partire dall'anno successivo collaborerà saltuariamente con il Teatro Salone Pierlombardo diretto da Franco Parenti, prendendo parte nel corso degli anni a diversi spettacoli tratti da opere di Giovanni Testori, Nestroy, Frank Wedekind, Molière e Samuel Beckett. Nel 1977 la Rai produce un adattamento della commedia L'albergo del libero scambio affidandone la regia a Flaminio Bollini nell'ambito del teatro filmato, in cui Peroni interpreta Maxime.

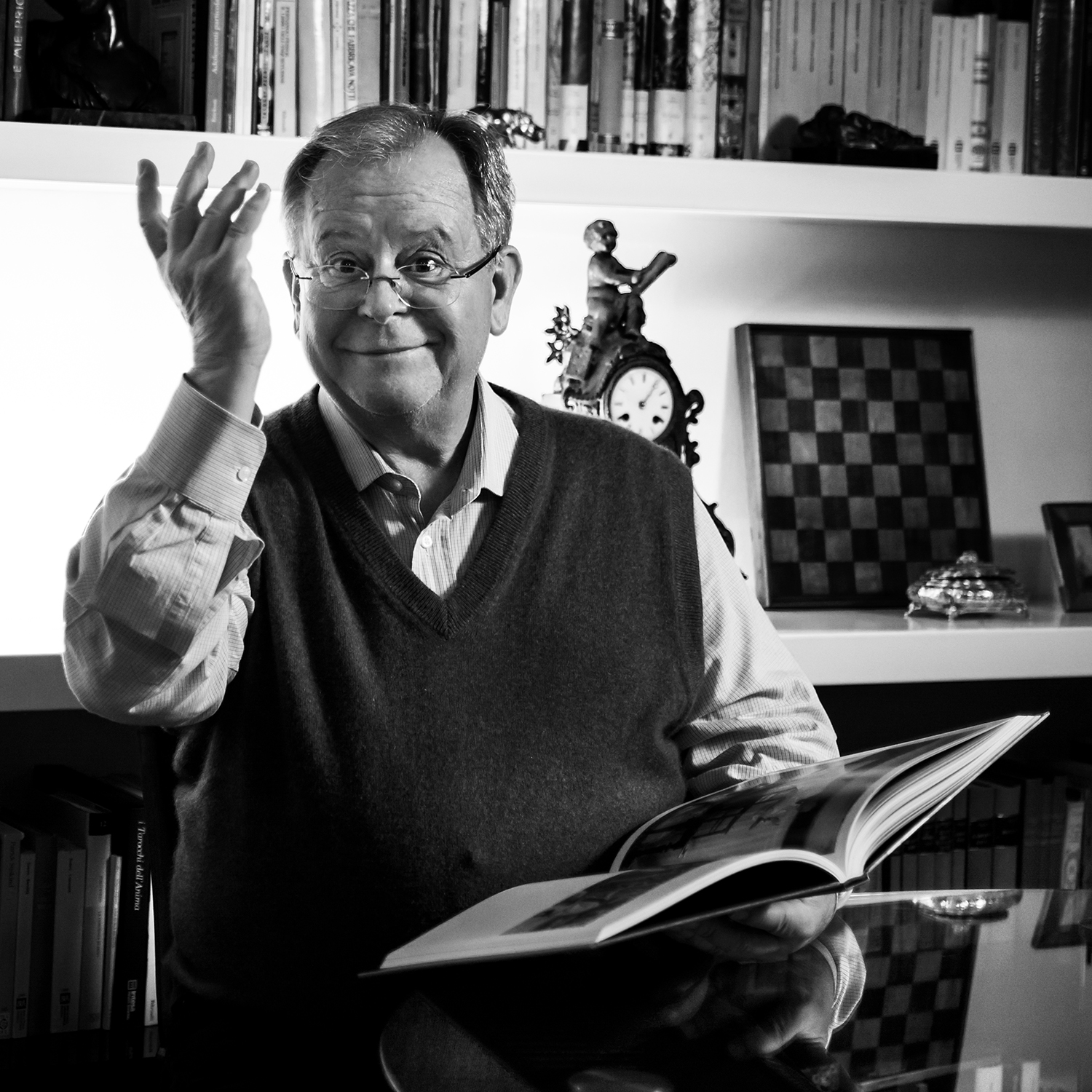
Riccardo Peroni nel 2017

Nei primi anni 1990 viene scelto per doppiare il Joker, antagonista ricorrente nella serie animata Batman (in inglese Batman: The Animated Series, in cui Mark Hamill era la voce originale del Joker), sotto la direzione di Guido Rutta; Peroni continuerà a doppiare il personaggio negli anni, nei seguiti e in altri prodotti correlati.
Nel 1996 Mediaset acquista i diritti di trasmissione della serie animata di Dragon Ball e Peroni viene selezionato come voce di Oscar (Olong). Contemporaneamente, nel corso degli anni si esibisce in vari teatri e collabora con diverse compagnie italiane, lavorando con numerosi registi fra cui Dario Fo, Giorgio Albertazzi, Mario Missiroli, Roberto Guicciardini, Giorgio Pressburger, Gianfranco de Bosio, Andrée Ruth Shammah, Antonio Calenda, Filippo Crivelli, Patrick Rossi Gastaldi e Peter Stein.
Nel 2004 è ne Il malato immaginario di Molière con Massimo Dapporto e fra il 2006 e il 2009 partecipa nel ruolo di Spugna al musical Peter Pan. Nel 2007, nel film d'animazione della Disney Ratatouille, doppia il cuoco Skinner (in originale la voce è di Ian Holm). Recita per la regia di Maurizio Nichetti in ambito sia cinematografico che televisivo, nonché nello spettacolo tratto da Il paese dei campanelli di Ranzato al teatro Filarmonico di Verona.
Nel 2010 interpreta il ruolo di Hercule Poirot negli audiolibri tratti dai gialli di Agatha Christie pubblicati dalla Good Mood Edizioni. Nel 2018 debutta al Piccolo Teatro di Milano con Sogno di una notte di mezza estate di William Shakespeare, nella versione della Compagnia Marionettistica Carlo Colla & Figli, prestando la voce al personaggio di Bottom (Sfondone, nell'edizione dei Colla) e poi al Grillo Parlante in Pinocchio, messo in scena dalla stessa compagnia. Nello stesso anno riceve il Premio Internazionale dell'Operetta a Trieste.

## Teatrografia parziale
- Arden of Faversham di Thomas Kyd, regia di Aldo Trionfo (1971)
- Il mio amore per Ellie, regia di Maurizio Micheli (1971)
- Macbetto, regia di Andrée Ruth Shammah (1974)
- L'impresario delle Smirne di Carlo Goldoni, regia di Giancarlo Cobelli (1975)
- Il commedione di Diego Fabbri, da Giuseppe Gioacchino Belli, regia di Giancarlo Sbragia (1977)
- I tre moschettieri di Alexandre Dumas, regia di Dario Fo (1978)
- Gli arcangeli non giocano a flipper, regia di Dario Fo (1978)
- La miliardaria di George Bernard Shaw, regia di Giorgio Albertazzi (1980)
- Il racconto d'inverno di William Shakespeare, regia di Giancarlo Cobelli (1980)
- L'impostore di Carlo Goldoni, regia di Giancarlo Cobelli (1981)
- La mandragola di Niccolò Machiavelli, regia di Mario Missiroli (1983-1985)[10]
- I rusteghi di Carlo Goldoni, regia di Francesco Macedonio (1985; 2003)
- La locanda di Norma Maccanna di Gaetano Sansone, regia di Andrée Ruth Shammah (1985)[11]
- Baal di Bertold Brecht, regia di Roberto Guicciardini (1985)
- L'adulatore di Carlo Goldoni, regia di Giorgio Pressburger (1986)[12]
- Il matrimonio di Figaro di Pierre-Augustin Caron de Beaumarchais, regia di Giancarlo Cobelli (1987)
- La vedova scaltra di Carlo Goldoni, regia di Giancarlo Cobelli (1988)
- La doppia incostanza di Pierre de Marivaux, regia di Roberto De Monticelli (1989)
- Rumors di Neil Simon, regia di Gianfranco De Bosio (1989)
- Nostra Dea, regia di Mario Missiroli, con Carla Gravina, Virginio Gazzolo e Stefano Santospago (1991)[13]
- La sposa Francesca di Francesco De Lemene, musiche di Fiorenzo Carpi, regia di Lamberto Puggelli (1991)
- L'Adalgisa di Carlo Emilio Gadda, regia di Andrée Ruth Shammah (1992)
- Noblesse Oblige di Luigi Santucci, regia di Andrée Ruth Shammah (1993)
- Non ti conosco più di Aldo De Benedetti, regia di Patrick Rossi Gastaldi (1996)
- Ma che c'entra Peter Pan? di Alberto Bassetti, regia di Antonio Calenda (1998)
- Ninotchka, regia di Filippo Crivelli (2001)
- Il malato immaginario di Molière, versione italiana di Tullio Kezich e Alessandra Levantesi, regia di Guglielmo Ferro (2005)
- L'appartamento di Billy Wilder, regia di Patrick Rossi Gastaldi e Massimo Dapporto (2009-2011)
- Sogno di una notte di mezza estate di William Shakespeare, regia di Franco Citterio e Giovanni Schiavolin (2018)
- Pinocchio di Carlo Collodi, regia di Franco Citterio e Giovanni Schiavolin (2021-2023)

### Operette
- Sogno di un valzer di Otto Strauss, regia di Giulio Chazalettes (1977)
- Ballo al Savoy di Paul Abraham, regia di Gino Landi (1977)
- Scugnizza di Carlo Lombardo, regia di Gino Landi (1979)
- Clivia di Nico Dostal, regia di Gino Landi (1987)
- Il paese dei campanelli di Carlo Lombardo e Virgilio Ranzato, regia di Maurizio Nichetti (2008-2009)

## Filmografia

### Cinema
- Ho fatto splash, regia di Maurizio Nichetti (1980)
- Il falco e la colomba, regia di Fabrizio Lori (1981)
- Un eroe borghese, regia di Michele Placido (1995)
- Uomini senza donne, regia di Angelo Longoni (1996)

### Televisione
- L'albergo del libero scambio, regia di Flaminio Bollini (1977)
- Il tribunale, regia di Giancarlo Cobelli (1977)
- Luigi Ganna detective - serie TV, 1 episodio (1979)
- La donna in bianco - miniserie TV, 2 episodi (1980)
- Ona famiglia de cilapponi, regia di Mario Morini (1980)[14]
- La mandragola, regia di Mario Missiroli (1985)
- I cinque del quinto piano - serie TV, episodi 69 e 70 (1988)
- Stelle in fiamme - serie TV di Italo Moscati, episodio "Amore Felino" (1989)
- Saman - telefilm di Guido Tosi (1992)
- La famiglia Ricordi - miniserie TV, 4 episodi (1994)
- Il conto Montecristo, regia di Ugo Gregoretti (1997)
- Casa Vianello - serie TV, 1 episodio (1998)
- Ugo, regia di Giorgio Bardelli - serie TV (Canale 5 2002-2003)
- Mammamia! - serie TV (2003-2004)
- L'avvocato - serie TV, 1 episodio (2004)
- Un amore di strega, regia di Angelo Longoni (2009)

### Cortometraggi
- The Race, regia di Maurizio Casula (2004)
- Vrt, regia di Luca Vullo (2011)
- Giulia e il Capoposto, regia di Antonio Maria Castaldo (2022)
- Dr Faust - Il Diavolo, regia di Francesco Carmignan (2022)

## Programmi TV
- Fonografo Italiano, varietà di Silvio Ferri condotto da Ugo Gregoretti (1979)

## Radiodrammi
- Il caso Witchi, sceneggiatura e regia di Alberto e Gianni Buscaglia (RSI, 2008)
- Mr Hammett e l’ospite inatteso, regia di Alberto e Gianni Buscaglia RSI, 2012)
- L'alba del giorno prima 2: L'oro di Dongo, regia di Cesare Ferrario (RSI, 2013)
- Via delle oche di Carlo Lucarelli, regia di Alberto e Gianni Buscaglia (RSI, 2014)
- La tredicesima notte: Il volto segreto di William Shakespeare, regia di Ugo Leonzio (RSI, 2014)
- L'enigma di Biancaneve di Ugo Leonzio (RSI, 2015)
- Marina Marino Marini di Manuela Critelli, regia di Massimo Tarducci (sceneggiato, Cap.7, 8 - RSI, 2016)
- Una vita senza respiro, regia di Cesare Ferrario (RSI, 2022)
- Players 2, regia di Cinzia di Mauro (RSI, 2022)
- Emma di Jane Austen, regia di Stefania Graziosi (2023)

## Doppiaggio

### Film
- Jean-Paul Bell in Power Rangers - Il film
- Renji Ishibashi in Audition
- Simon Russell Beale in Un marito ideale
- Steve Hayes in Trick
- Jody Racicot in Un poliziotto a 4 zampe 3
- Burt Ward in Supereroi per caso: Le disavventure di Batman e Robin
- Jacques Villeret in Effroyables jardins - I giardini crudeli della vita[15]
- Jean-Paul Muel in La vie en rose
- Mark Linn-Baker in Adam
- Brian Doyle-Murray in 17 Again - Ritorno al liceo
- Aggelos Papadimiriou in Pazza idea
- Pieter van der Houwen in Un re allo sbando
- Pascal Zelcer in Cyrano, mon amour
- Danny DeVito in Ops! È già natale

### Film d'animazione
- Joker in Batman e Superman - I due supereroi, Batman of the Future - Il ritorno del Joker e Batman contro Dracula
- Oscar nei Film di Dragon Ball (doppiaggio Mediaset)
- Skinner in Ratatouille
- Jodor in Lupin III - Il castello di Cagliostro (ridoppiaggio 1992)
- Mamoo in Lupin III - La pietra della saggezza (ridoppiaggio 1993)
- Chesterfield in Animal Crackers
- Fattorino in Doraemon - Il film: Nobita e l'Utopia celeste
- Sarto in Aida degli alberi
- Kerojì in One Piece - L'isola segreta del barone Omatsuri
- Boo Kong in One Piece - La spada delle sette stelle
- Binz in One Piece Film: Z
- Tanaka in One Piece Gold - Il film
- Foxy in One Piece Stampede - Il film
- Peter Ford in Detective Conan - L'asso di picche
- Shiro Suzuki in Detective Conan - L'ultimo mago del secolo
- Peter Soyuz in Fullmetal Alchemist - La sacra stella di Milos
- Eddie in Impy Superstar - Missione Luna Park
- Professor Lavrof ne Le avventure di Taddeo l'esploratore
- Madame Raya in Alvin Superstar incontra l'Uomo Lupo
- Hakeem in Iqbal - Bambini senza paura
- Ugo Gorrini in My Hero Academia: You're Next
- Big Boy in Super Kid
- Hikozaemon Tokugawa / Sakezou Sado in Addio Yamato
- Zanbi in Harmagedon - La guerra contro Genma
- Yakuchin in Ghost Sweeper Mikami: La resurrezione di Nosferatu
- Don Arcimbaldo in Gli Abrafaxe e i pirati dei Caraibi (noto anche come Abrafaxe: a spasso nel tempo)
- Jasper Ridgeway in Scooby-Doo e la leggenda del vampiro
- Ciccia in Casper e il Natale
- Signor Rockstone in I Flintstones - Yabba Dabba Do!
- Coco in Kimba - La leggenda del leone bianco
- Sindaco in Capitan Sciabola
- Scheletro ne La scuola più pazza del mondo
- Michka in Yellowbird
- Mitch in È arrivato il Broncio
- Erika in City Hunter Special: Arrestate Ryo Saeba!
- Conita in City Hunter: Private Eyes
- Halisha Ankara in Overlord - Il film: Capitolo del Santo Regno

### Serie televisive
- Michael Maloney in The Crown
- Alan Thicke in How I Met Your Mother
- Gregory Jbara in Blue Bloods
- Phil Davis in Mad Dogs
- Raymond Allen in Sanford and Son
- Philip O'Sullivan in Vikings
- Slappy il pupazzo in Piccoli brividi
- Alfie Wise in Trauma Center
- John Crane in Girovagando nel passato
- David L. Lander in 4 tatuaggi per un super guerriero
- Billy Forester in Beetleborgs - Quando si scatena il vento dell'avventura
- José María Sacristán in Una vita
- Kevork Malikyan e Seamus Moran in Vikings: Valhalla

### Serie animate
- Joker in Batman, Batman - Cavaliere della notte, Batman of the Future, Justice League, The Batman e Batman: The Brave and the Bold
- Oscar in Dragon Ball, Dragon Ball Z e Dragon Ball Super
- Jium in Dragon Ball Super
- Barbabianca (1ª voce), Bentham, Satori, Foxy (2ª voce), Lombrico, Narratore (4ª voce), Gekko Moria e Trebol in One Piece
- Mr. Curry ne Le avventure di Paddington
- Yoki in Fullmetal Alchemist
- Terry McFist in Randy - Un Ninja in classe
- Zora in Tutti pazzi per Re Julien
- Greevus in Record of Lodoss War
- Power in Tex Avery Show
- Kwirk in Video Power
- Dott. Pennacchio in C.O.P.S. - Squadra anticrimine
- Chip in Robbie ragazzo spaziale
- Bull Gator in Tazmania
- Trappola in Geronimo Stilton
- Flash in Flash con i Ronks
- Spugna ne Le nuove avventure di Peter Pan
- Mayor H.B. Luskey in Transformers: Rescue Bots
- Mayor Sir Otto Sneer in Scream Street
- Zio Quigley in Sabrina
- Catastroficus in Che baby sitter questa mummia!
- Algy e Imperatore in Rupert
- Pastafrolla in Ferdy
- Crackers in All'arrembaggio Sandokan!
- Fortier in Un complotto tra le onde del mare
- Carioca in Tutti in viaggio verso Pandalandia
- Blinky in Universi paralleli per Bucky O'Hare
- Imperatore Gluteus Maximus in Gladiator Academy
- Snyakutz Bu in Monster Allergy
- Christopher in Piccoli problemi di cuore
- Sgruntolo ne Il gatto col cappello
- Tutty in Principessa dai capelli blu
- Amon Celiot ne La coppa dei dragoni
- Coco in Una giungla di avventure per Kimba
- Sig. Geiss in Tommy la stella dei Giants
- Andy in Sun College
- Quattrocchi in New Dominion Tank Police
- Padre di Dexter ne Il laboratorio di Dexter
- Signor Talpa in Franklin and Friends[16]
- Ceasar in Beethoven
- Mammolo ne La leggenda di Biancaneve
- Ciccia in Casper
- Agente Pagos in Dr. Slump[17] (2º doppiaggio, serie 1980/86)
- Raffish Ralph ne Gli orsi Berenstain
- Hiramatsu Akakabu (2ª voce) in Cutey Honey - La combattente dell'amore
- Zio Chin ne I cinque samurai (OAV)
- Yattaran in Space Pirate Captain Herlock - The Endless Odyssey
- Assicuratore in AD Police
- Mago Pancione in Akubi Girl
- Cap in Poppets Town
- Bendar ne I Troll
- Sua Altezza in Un pizzico di magia - A New Kind of Magic
- El Salam in Chi la fa, l'aspetti! - Iznogoud
- Jinmen ne Il pazzo mondo di Go Nagai
- Tarantulas in Rombi di tuono e cieli di fuoco per i Biocombat
- Guy-in-the-sky in Street Sharks - Quattro pinne all'orizzonte
- Bernie in T-Rex
- Nick Diamond in Celebrity Deathmatch
- Il conservatore di iodio in Siamo fatti così
- Re Goobot ne Le avventure di Jimmy Neutron
- Snips in My Little Pony - L'amicizia è magica
- Nervetto in Sonic (1993)
- Cappello ne La fabbrica dei mostri
- Grande Sebastier in Gemelli nel segno del destino
- Smilzo in Slash
- Jim in SpongeBob
- Armagedroid in Teenage Robot
- Nicolai Technus in Danny Phantom
- Oracolo di Delphius in Sonic Underground
- Pierre in Los intocables de Elliot Mouse
- Nin Nin in La Blue Girl
- Grisor in Zatch Bell!
- Killer The Butcher in L'invincibile Zambot 3
- Professor Honeycutt Fugitoid in Tartarughe Ninja
- Baxter Stockman in Tartarughe Ninja alla riscossa (3ª voce)
- Vulcano in Space Goofs - Vicini, troppo vicini! (1ª voce)
- Pierre Takada in Kilari
- Pisco (3ª voce) in Detective Conan
- Hiroshi Agasa in Detective Conan: The Culprit Hanzawa
- Chudelkin in Sword Art Online: Alicization
- Mitsunari Tokugawa in BAKI, Baki Hanma
- Staffan Heivish, Cardinale del tempio del vento e Mastro della birra in Overlord

### Film TV
- Pat Thomas ne La famiglia Addams si riunisce
- Jay Brazeau ne I Murphy
- Derek McGrath in Un bacio sotto l'albero

### Programmi televisivi
- August in The Renovators - Case fai da te
- Matt Preston in Junior MasterChef Australia e MasterChef Australia
- Bernie Fineman in I maghi delle auto
- Jonathan Phang in Gourmet Trains: Viaggi del gusto
- Christopher Biggins in The Best Christmas Food Ever

### Documentari
- Darren Gilshenan in Orry Kelly - Tutte le donne che ho (s)vestito
- Stephen Fry in Escher - Viaggio nell'infinito

### Videogiochi
- Pinco Panco in La rivincita dei Cattivi (1999)[18]
- Ciccia e Kibosh in Casper - Friends around the world (2000)[19]
- Bentley in Sly Raccoon (2002), Sly 2: La banda dei ladri (2004), Sly 3: L'onore dei ladri (2005), PlayStation All-Stars Battle Royale (2012), Sly Cooper: Ladri nel Tempo (2013)
- Frank Badgers in Dangerous Heaven: La leggenda dell'Arca (2006)[20]
- Zephir in Ratchet & Clank: Armi di distruzione (2007), Ratchet & Clank: Tutti per uno (2011),[21] Ratchet & Clank: Nexus (2013)
- Barnum in Fable II (2008)[22]
- Comandante Shinzo Nagama in Command & Conquer: Red Alert 3 (2008)[23]
- Kled in League of Legends (2009)
- Horace Lumacorno in Harry Potter e il principe mezzosangue (2009)[24]
- Joker in Batman: Arkham Asylum (2009),[25] Batman: Arkham City (2011),[26] Batman: Arkham Origins (2013),[27] Batman: Arkham Knight (2015),[28] Injustice 2 (2017),[29] Mortal Kombat 11 (2019),[30] Suicide Squad: Kill the Justice League (2024)[31]
- Proprietario di una bancarella a Venezia in Assassin's Creed II (2009)
- Manfred e ragazzo ubriaco in Heavy Rain (2010)[32]
- Speaker esercito di Panau in Just Cause 2 (2010)
- Voci secondarie in Assassin's Creed: Brotherhood (2010)
- Fuad in Diablo III (2012)[33]
- Terrorista in Tom Clancy's Splinter Cell: Blacklist (2013)
- Nerone in Ryse: Son of Rome (2013)[34]
- Lonnie nel DLC di BioShock Infinite (2013)[35]
- William Gladstone in Assassin's Creed: Syndicate (2015)[36]
- George in FIFA 17 (2016)[37]
- Dan T in Until Dawn: Rush of Blood (2016)[38]
- Speaker di Radio Rock The Bridge k66-fm in Watch Dogs 2 (2016)
- Leema Kai in Star Wars: Battlefront II (2017)[39]
- Virgil in Far Cry 5 (2018)[40]
- Hydrar il Mago dell'acqua, Alchimista, Sindaco Leo e Dan l'egizio in Spyro: Reignited Trilogy (2018)
- Pain in Borderlands 3 (2019)[41]
- Wade Bleecker/Mr. Hands in Cyberpunk 2077 (2020)[42]
- Nonno Pig in My Friend Peppa Pig (2021)[43]
- Il Duca in Resident Evil Village (2021)
- Dottore nel flashback in Ghostwire: Tokyo (2022)[44]
- Antonio in Overwatch 2 (2022)[45]
- Impaler Base e Sleeping Dran in Remnant 2 (2023) [46]
- Balanzone in Enotria: The Last Song[47] (2024)

## Audiolibri
- Collezione I Raccontastorie: Dodo e la pignatta d'oro, Nel paese di Bam Bim Bu, Perché la giraffa non sa parlare (Mondadori 1983-1984)
- Collezione C'era una volta: Rumori nella giungla, Una canzone per una lumaca, L'orchestra che perse la voce, Simone il figlio dello stregone, Zucca e gli uccelli, La storia di Dentilunghi, Testona rossa, L'albero che cantava, Zucchetto torna a casa, Zucca e il denaro, Leopoldo impara a pattinare, Mimì non crede a Babbo Natale (Mondadori, 1985)
- Il naso di Gogol (1996, Intermedia)
- Hercule Poirot in Assassinio sull'Orient Express, L'assassinio di Roger Ackroyd, Assassinio sul Nilo, Corpi al sole, Se morisse mio marito, Sfida a Poirot, Tre topolini ciechi e altre storie, Poirot a Styles Court, Due mesi dopo, La Domatrice (Good Mood Edizioni)
- Aforismi e pensieri di Sigmund Freud (Good Mood Edizioni)
- Re Baldoria: Atto I da Teatro del Novecento: Commedia borghese (Sansoni)

## Dischi
- Giorgio Gaslini: Storie di Sto, voce narrante (1998)